# Тициано Терцани
Тициано Терцани (на италиански: Tiziano Terzani) е италиански журналист и писател, известен най-вече с обширните си познания за Източна Азия от ХХ век и с това, че е един от малкото западни репортери, свидетели както на падането на Сайгон в ръцете на Виет Конг и падането на Пном Пен в ръцете на Червените кхмери в средата на 70-те години на XX век.

## Биография и творчество
Тициано Терцани е роден на 14 септември 1938 г. във Флоренция, Италия, в бедно работническо семейство. Баща му е механик, а майка му шапкарка. Следва право в университета на Пиза и специализира в Нормалното висше училище в Пиза. След дипломирането си с отличие през 1961 г., работи за компанията за офис оборудване „Оливети“ като пътува в различни страни в Европа. През 1962 г. се жени за Анджела Спинели, с която има дъщеря и син – Саския и Фолко.
През 1965 г. заминава на командировка в Япония, където е запленен от източтата култура. През 1966 г. с първите си спестявания купува земя в долината Орсиня, където през следващите години построява малка къща. През есента на 1967 г. е изпратен в Йоханесбург, пристигайки няколко дни след убийството на министър-председателя Хендрик Фервурд, в атмосфера на силно политическо напрежение. Страната е белязана от апартейда и той събира материали, интервюта и снимки, след което започва да пише репортажи за седмичника на независимата левица „Астролабио“, като сътрудничеството му продължава до ноември 1970 г. След пътуване до Австралия и Тайланд, недоволен от работата си, напуска „Оливети“, печели стипендия и следва международни отношения в Колумбийския университет в Ню Йорк. По време на двугодишния период в САЩ се възползва от възможността за стаж в редакцията на „Ню Йорк Таймс“, пишейки за гражданските борби на чернокожото движение, демонстрациите срещу войната във Виетнам и историческото кацане на Луната от Аполо 11. През 1968 г. се премества в Калифорния, посещавайки Станфордския университет, където научава китайски език и култура, заинтригуван от Културната революция на Мао Дзъдун.
През 1969 г. официално е регистриран като журналист публицист в Италия. В края на ноември 1969 г. започва стажа си в миланския вестник Il Giorno, където се запознава с изявени журналисти. Решен да преследва кариера на кореспондент, получава договор на свободна практика от хамбургския седмичник „Шпигел“, за да отразява Югоизточна Азия. През януари 1972 г. се установява в Сингапур, откъдето пише на войната във Виетнам. Пише също и за римският седмичник „Еспресо“ и други медии.
През 1973 г. е издадена първата му книга „Леопардова кожа. Виетнамски дневник на военен кореспондент 1972 – 1973“. В периода юли 1974 – май 1975 г. си сътрудничи с римския вестник „Месаджеро“, като през 1975 г. е сред малкото журналисти, които стават свидетели на падането на Сайгон, но и остава три месеца след това. В края на 1975 г. се премества със семейството в Хонконг като пише за Китай. През 1976 г. започва сътрудничество с вестник „Република“. Същата година е публикувана книгата му „Хай Понг! Освобождението на Сайгон“, която печели наградата „Луиджи Русо Поцале“ за есе. През октомври пътува до Шанхай, получавайки впечатления от китайската политика и общество, след смъртта на Мао на 9 септември и политическия процес срещу „Бандата на четиримата“. През 1977 г. започва Камбоджанско-виетнамската война, която той отразява дълго време, както и събира с ужас историите за зверствата на Камбоджанския холокост извършен Червените кхмери на Пол Пот. Те са издадени в посмъртната му антология „Призраци: Пратки от Камбоджа“ през 2008 г.
След предварително пътуване за „Шпигел“ в края на 1979 г., през 1980 г. се установява за постоянно в Пекин като първи кореспондент на западно списание. Сътрудничи си и с вестник „Кориере дела сера“.
През 1984 г. е издадена книгата му „Забранената врата“ – за Китай след Мао, а през 1992 г. книгата му „Лека нощ, господин Ленин“ – за разпадането на Съветския съюз.
От 1994 г. живее в Индия със семейство си. През 1995 г. е издадена автобиографичната му книга пътепис „Един гадател ми каза : пътешествие до тайното сърце на Изтока“. В нея, следвайки предупреждението на гадател да не се качва на самолет през цялата 1993 г., обикаля Тайланд, Бирма, Лаос, Камбоджа, Малайзия и Сингапур, с влак, кораб, автобус или на гърба на слон, откривайки автентичната Азия и магическата азиатска мъдрост, едно духовно пътуване, в което търси истината за своята съдба, за смисъла на миналото, настоящето и бъдещето. През 1998 г. е издаден сборникът му „В Азия“, който включва най-добрите му статии за Изтока.
През 2002 г. е публикувана книгата му „Писма срещу войната“ – едно послание за мир, което той отправя пожеланието си да спре задълбочаването на кризата Изток-Запад след атентатите от 11 септември 2001 г. и американското нападение над Афганистан. В книгата си „Още един кръг с въртележката“ от 2004 г. представя мемоарите си за различните фази на лечението на рака на стомаха, от който е белен, поставяйки теми и въпроси за смисъла на човешкото съществуване. Посмъртно е публикувана мемоарната му книга „Краят е моето начало : един баща разказва на сина си голямото пътешествие из живота“. През 2010 г. книгата е екранизирана във филма „Краят е моето начало“ с участието на Бруно Ганц в ролята на автора, и с музика на Лудовико Ейнауди. Популярността на произведенията му се дължи на интересния му стил, с който прави читателите свидетели на важни моменти в човешката история, но и на живота му, посветен в търсене на истината.
Тициано Терцани умира на 65 години от рак на 28 юли 2004 г. в Пистоя. Два месеца след смъртта му е удостоен с най-високото отличие на Флоренция, Il Fiorino d'Oro, за цялостно творчество и дейност. През 2005 г. на негово име е учредена литературната награда „Тициано Терцани“, която се връчва на журналисти с изявено гражданско поведение, чиито книги помагат на читателите да разберат света, в който живеят. Преди смъртта си Терцани казва в интервю, че иска върху надгробния му камък да бъде написано: Тициано Терцани, пътешественик.

## Произведения
- Pelle di leopardo. Diario vietnamita di un corrispondente di Guerra (1973)[1][2]
- Giai Phong! La liberazione di Saigon (1976)
- La porta proibita (1984)
- Buonanotte, signor Lenin (1992)
- Un indovino mi disse (1995)
Един гадател ми каза : пътешествие до тайното сърце на Изтока, изд.: ИК „Колибри“, София (2012), прев. Дария Карапеткова
- In Asia (1998)
- Lettere contro la guerra (2002)
- Un altro giro di giostra (2004)
- La fine è il mio inizio (2006)
Краят е моето начало : един баща разказва на сина си голямото пътешествие из живота, изд. „Книгомания“ (2019), прев. Пенка Манолова
- Fantasmi: dispacci dalla Cambogia (2008)
- Un’idea di destino: Diari di una vita straordinaria (2014)

### Екранизации
- 2010 Das Ende ist mein Anfang